# 小行星2746
小行星2746（2746 Hissao）是一颗围绕太阳公转的小行星。1979年9月22日，尼古拉·切爾尼赫在克里米亚发现了此天体。
該小行星以位於塔吉克杜尚貝的希薩天文台命名。
这颗小行星的绝对星等为322.52933等。